# Zaterdag Hoofdklasse C
De Zaterdag Hoofdklasse C was een van de drie zaterdag-Hoofdklassen in het Nederlands amateurvoetbal. Met de invoering van de Tweede Divisie in het seizoen 2016/17 werd het aantal hoofdklassen teruggebracht van drie naar twee en is de Hoofdklasse C komen te vervallen.
De Hoofdklasse C zondag bestond uit clubs die voornamelijk uit de regio's Noord en Oost kwamen. 

## Geschiedenis
Tot en met het seizoen 1982/83 waren er twee landelijke zaterdagdivisies: de Eerste klasse A en de Eerste klasse B. In 1983 kwam hier de Eerste klasse C bij. Vanaf het seizoen 1996/97 zijn de namen van de klassen veranderd: de landelijke competities kregen de naam Hoofdklasse A, B en C. Vanaf het seizoen 2016/17 is de Hoofdklasse C komen ter vervallen en waren er twee zaterdag Hoofdklassen, grofweg verdeeld in Zuid (Hoofdklasse A) en Noord (Hoofdklasse B). Vanaf het seizoen 2022/23 is de naamgeving voor dit niveau veranderd naar Vierde Divisie.

## Kampioenen
Sinds de oprichting van de Zaterdag Eerste klasse C is ACV zes keer kampioen geworden. De IJsselmeervogels waren de eerste kampioen en wonnen in totaal vier keer de competitie.
N.B.: Tot 1996 was dit de zaterdag Eerste klasse C. In 1996 werd de naam gewijzigd naar de zaterdag Hoofdklasse C.
Vanaf 2016 staan alle competities op 1 pagina.